# 1998 في التشيك
فيما يلي قوائم الأحداث التي وقعت خلال عام 1998 في التشيك.

## سياسة

### تعيين في المنصب
- 2 يناير – سيريل سفوبودا Minister of the Interior of the Czech Republic ‏،عضو برلمان التشيك ‏.
- 2 يناير – مارتن ستوبنيك Minister of Culture of the Czech Republic ‏.
- 17 يوليو – فاتسلاف كلاوس President of the Chamber of Deputies (Czech Republic) [الإنجليزية]‏.
- 17 يوليو – ميلوش زيمان رئيس وزراء جمهورية التشيك.
- 22 يوليو – إيفو سفوبودا Finance Minister of the Czech Republic [الإنجليزية]‏.

### انتهاء فترة المنصب
- 2 يناير – فاتسلاف كلاوس رئيس وزراء جمهورية التشيك.
- 15 يونيو – ميلوش زيمان President of the Chamber of Deputies (Czech Republic) [الإنجليزية]‏.
- 22 يوليو – جوزيف توسوفسكي رئيس وزراء جمهورية التشيك.
- 22 يوليو – سيريل سفوبودا Minister of the Interior of the Czech Republic ‏.
- 22 يوليو – مارتن ستوبنيك Minister of Culture of the Czech Republic ‏.

## رياضة
- 1 يناير – جائزة التشيك الكبرى للدراجات النارية 1998

## مواليد

### فبراير
- 26 فبراير – دانييل تورينا لاعب كرة قدم تشيكي.

## وفيات

### مايو
- 14 مايو – ميلان بور (مواليد 1936)